# José Salvador Alvarenga
José Salvador Alvarenga (* ca. 1975 in Garita Palmera, El Salvador) ist ein salvadorianischer Fischer, der am 30. Januar 2014 im Alter von 36 oder 37 Jahren auf den Marshallinseln gefunden wurde, nachdem er seit dem 17. November 2012 verschollen war und 14 Monate lang in einem Fischerboot im Pazifik trieb. Er ernährte sich hauptsächlich von rohem Fisch, Schildkröten, kleinen Vögeln, Regenwasser und seinem eigenen Urin. Am 30. Januar schwamm er an die Küste von Tile Islet, einer kleinen Insel, die zum Ebon-Atoll gehört. Zwei Einheimische, Emi Libokmeto und Russel Laikidrik, fanden ihn nackt, mit einem Messer in der Hand und auf Spanisch schreiend. Er wurde in einem Krankenhaus in Majuro behandelt, bevor er am 10. Februar zu seiner Familie nach El Salvador zurückkehren konnte.
Über Alvarengas Geschichte wurde trotz anfänglichen Zweifeln weltweit berichtet. Er ist der erste bekannte Mensch in der Geschichte, der mehr als ein Jahr lang in einem kleinen Boot auf See überlebt hat.

## Frühes Leben und Persönliches
Alvarenga wurde im Departamento Ahuachapán von El Salvador als Sohn von José Ricardo Orellana und María Julia Alvarenga geboren. Orellana besaß eine Getreidemühle und ein Geschäft in einem Dorf. Alvarenga hat eine Tochter, die mit seinen Eltern in seinem Heimatort Garita Palmera aufwuchs, und mehrere Brüder, die in den Vereinigten Staaten lebten. Er verließ El Salvador 2002 und ging nach Mexiko, wo er vier Jahre lang als Fischer arbeitete. Zum Zeitpunkt seiner Rettung hatte er seit acht Jahren keinen Kontakt mehr zu seiner Familie.

## Verschwinden und Seereise
Am 17. November 2012 brach Alvarenga vom Fischerdorf Costa Azul in der Nähe von Pijijiapan vor der Küste von Chiapas, Mexiko, auf. Der erfahrene Segler und Fischer wollte eine 30-stündige Schicht Hochseefischerei absolvieren, bei der er hoffte, Haie, Speerfische und Segelfische zu fangen. Da sein üblicher Fischerkollege verhindert war, nahm er stattdessen den unerfahrenen 23-jährigen Ezequiel Córdoba mit, mit dem er zuvor nicht gesprochen hatte und dessen Nachnamen er nicht kannte.
Kurz nach der Einschiffung wurde ihr Boot, ein sieben Meter langes, oben offenes Fiberglasboot mit einem einzigen Außenbordmotor und einem kühlschrankgroßen Eisfach für die Lagerung von Fisch, von einem fünf Tage andauernden Sturm vom Kurs abgebracht, bei dem der Motor und ein Großteil der tragbaren Elektronik beschädigt wurden. Um das Boot bei dem schlechten Wetter manövrierfähig zu machen, waren die beiden gezwungen, die fast 500 Kilogramm frischen Fisch, die sie gefangen hatten, über Bord zu werfen. Alvarenga gelang es, seinen Chef über ein Funkgerät anzurufen und um Hilfe zu bitten, bevor die Batterie des Geräts leer wurde. Da das Boot weder Segel noch Ruder, keinen Anker, kein Licht und keine andere Möglichkeit zur Kontaktaufnahme mit der Küste hatte, begann es, über den offenen Ozean zu treiben. Ein Großteil der Fischereiausrüstung ging im Sturm ebenfalls verloren oder wurde beschädigt, so dass die beiden nur eine Handvoll grundlegender Vorräte und wenig Nahrung hatten.
Der von Alvarengas Arbeitgeber organisierte Suchtrupp fand keine Spur der vermissten Männer und gab nach zwei Tagen auf, weil die Sicht schlecht war. Als aus Tagen Wochen wurden, lernten die Vermissten, sich ihre Nahrung aus allen möglichen Quellen zu beschaffen. Alvarenga gelang es, mit bloßen Händen Fische, Schildkröten, Quallen und Seevögel zu fangen, und die beiden fanden gelegentlich im Wasser treibende Essensreste und Plastikmüll. Wenn es möglich war, sammelten sie Trinkwasser aus Regenfällen, aber häufiger waren sie gezwungen, Schildkrötenblut oder ihren eigenen Urin zu trinken.
Laut Alvarenga verlor Córdoba nach etwa vier Monaten der Reise alle Hoffnung, nachdem er von der rohen Nahrung krank geworden war, und starb schließlich an Hunger, weil er sich weigerte zu essen. Alvarenga sagte, er habe nach Córdobas Tod vier Tage lang über Selbstmord nachgedacht, aber sein christlicher Glaube habe ihn davon abgehalten. Er erzählte, dass Córdoba ihm das Versprechen abverlangt habe, seinen Leichnam nach seinem Tod nicht zu essen, also habe er ihn auf dem Schiff aufbewahrt. Manchmal sprach er mit dem Leichnam, und nach sechs Tagen befürchtete er, wahnsinnig zu werden, und warf ihn über Bord.
Alvarenga berichtete, dass er zahlreiche transozeanische Containerschiffe sah, aber nicht in der Lage war, Hilfe anzufordern. Er maß die Zeit, indem er die Mondphasen zählte. Nachdem er seinen 15. Mondzyklus gezählt hatte, entdeckte er Land: ein winziges, verlassenes Eiland, das sich als abgelegene Ecke der Marshallinseln entpuppte. Am 30. Januar 2014 verließ er sein Boot und schwamm an die Küste, wo er auf ein Strandhaus stieß, das einem einheimischen Paar gehörte. 
Die Länge seiner Reise wurde mit 8.900 bis 10.800 km angegeben. Einige Quellen gaben ursprünglich an, dass Alvarenga mehr als 15 Mondzyklen in 16 Monaten zurückgelegt hatte, was aber schließlich auf 14 Monate korrigiert wurde. Laut Gee Bing, dem amtierenden Außenminister der Marshallinseln, waren Alvarengas Vitalparameter alle „gut“, mit Ausnahme des Blutdrucks, der ungewöhnlich niedrig war. Bing sagte auch, dass Alvarenga geschwollene Knöchel hatte und nur schwer laufen konnte.

### Reaktionen

#### Familie
Alvarengas Eltern, die seit Jahren keinen Kontakt mehr zu ihm hatten, befürchteten schon lange vor seinem Verschwinden, dass er tot sei, und waren laut Berichten überglücklich, als sie erfuhren, dass er noch lebte. Sein Vater sagte, dass er für seinen Sohn gebetet habe, während er vermisst wurde. Seine Tochter sagte, als sie hörte, dass ihr Vater gefunden worden war, dass er nach seiner Rückkehr nach Hause „als Erstes umarmt und geküsst wird“.

#### Anfängliche Zweifel der Öffentlichkeit
Die Unwahrscheinlichkeit, dass jemand so lange auf einem kleinen Boot auf See überlebt, veranlasste eine Reihe von Kommentatoren, Alvarengas Geschichte anzuzweifeln, obwohl die Ermittler einige der grundlegenden Details bestätigen konnten. Der Besitzer des Bootes, das er benutzte, César Castillo, sagte: „Es ist unglaublich, so lange zu überleben. Es ist schwer vorstellbar, wie jemand mehr als sechs oder sieben Monate überleben kann, ohne Skorbut zu bekommen.“ Claude Piantadosi von der Duke University gab in einem Interview an, dass frisches Fleisch von Vögeln und Schildkröten Vitamin C enthält und dass der Verzehr einer großen Menge davon, wie sie Alvarenga berichtete, „genügend Vitamin C liefere, um Skorbut zu verhindern“. The Guardian fand den Beamten des Rettungsdienstes von Chiapas, Jaime Marroquín, der darüber informiert worden war, dass am 17. November 2012 ein Fischerboot in der Gegend verschwunden war. Der offizielle Bericht identifizierte die beiden Fischer als Cirilo Vargas und Ezequiel Córdova und gab an, dass beide in ihren 30ern waren. Marroquín gab auch an, dass Vargas laut dem Bootseigentümer in El Salvador geboren wurde. Die lokalen Behörden suchten wie dargestellt nach Vargas und Córdova, brachen die Suche aber nach zwei Tagen ab und begründeten dies mit dem starken Nebel und dem schlechten Wetter. Die Diskrepanz zwischen den Namen der Fischer im Bericht von 2012 und denen von Alvarenga und Córdoba wurde damit begründet, dass „in Mexiko die Akten oft mit solchen Fehlern geführt werden“. Eine weitere Erklärung lieferten Alvarengas Eltern, wie die National Post berichtete, als sie bestätigten, dass ihr Sohn in Mexiko unter dem Namen „Cirilo“ bekannt war.
Tom Armbruster, der Botschafter der Vereinigten Staaten auf den Marshall-Inseln, räumte ein, dass es unwahrscheinlich erscheint, dass jemand 14 Monate auf See überlebt, aber dass „es auch schwer vorstellbar ist, wie jemand aus heiterem Himmel auf Ebon ankommen könnte“. Jo Tuckman vom Guardian argumentierte, dass die Tatsache, dass ein Fischerboot am 17. November 2012 als vermisst gemeldet wurde, mit Alvarengas Behauptung, er sei im darauffolgenden Monat aufs Meer gefahren, übereinstimmt und dass dies die Ansicht unterstützt, dass „zumindest ein Teil seiner Geschichte stimmt“. Ein Ozeanograph der Universität von New South Wales vertrat die Ansicht, dass es durchaus möglich sei, dass Meeresströmungen ein Boot von Mexiko zu den Marshallinseln tragen könnten. Er schätzte außerdem, dass eine solche Reise etwa 18 Monate dauern würde, hielt aber auch 14 Monate für plausibel. Weitere Unterstützung erhielt er von einer Studie von Forschern der Universität Hawaii, die den Weg eines Bootes nach dem Verlassen der mexikanischen Pazifikküste anhand der Wind- und Strömungsverhältnisse modellierten und zu dem Schluss kamen, dass es innerhalb von 120 Meilen von dem Ort, an dem Alvarenga tatsächlich gelandet war, landen würde. Im April 2014 erklärte Alvarengas Anwalt auf einer Pressekonferenz, dass er einen Lügendetektortest bestanden habe, als er zu seiner Reise befragt wurde.

## Leben nach der Rettung
Nach elf Tagen Krankenhausaufenthalt wurde Alvarenga für gesund genug befunden, um nach El Salvador zurückzukehren. Allerdings wurde bei ihm Anämie diagnostiziert, er hatte Schlafprobleme und entwickelte eine Angst vor Wasser. Im Jahr 2015 gab er dem Journalisten Jonathan Franklin eine Reihe von Interviews über seine Erlebnisse, der seine Geschichte in dem Buch 438 Days: An Extraordinary True Story of Survival at Sea veröffentlichte.
Kurz nach der Veröffentlichung von Alvarengas Buch verklagte die Familie von Ezequiel Córdoba Alvarenga auf eine Million US-Dollar und beschuldigte ihn, ihren Verwandten aufgegessen zu haben, um zu überleben, obwohl sie vereinbart hatten, dass Córdoba nach seinem Tod nicht verzehrt werden würde. Alvarengas Anwalt hat diese Anschuldigung bestritten.